# 180-та піхотна дивізія (Третій Рейх)
180-та піхотна дивізія (Третій Рейх) (нім. 180. Infanterie-Division) — піхотна дивізія Вермахту за часів Другої світової війни.

## Історія
180-та піхотна дивізія веде свою історію від сформованого 26 серпня 1939 року у Бремені Командування запасних частин 2/X (нім. Kommandeur der Ersatztruppen 2/X), на базі якого 10 листопада була розгорнута 180-та дивізія (нім. 180. Division). 27 грудня 1939 року її перейменували на Дивізію № 180 (нім. Division Nr. 180). Билася поблизу нідерландсько-німецького кордону наприкінці 1944 року, після прориву союзниками лінії Зігфрида, відступала з боями на захід, доки не була розгромлена в Рурському котлі. Рештки дивізії пішли на доукомлектування піхотної дивізії «Гамбург».

## Райони бойових дій
- Нідерланди, Німеччина (листопад 1944 — лютий 1945);
- Німеччина (лютий — квітень 1945).

## Командування

### Командири
- генерал-майор Бернгард Клостеркемпер (нім. Bernhard Klosterkemper) (31 жовтня 1944 — 16 квітня 1945).

### Підпорядкованість
| Час      | Корпус    | Армія                       | Група армій (округ) | Штаб           |
| -------- | --------- | --------------------------- | ------------------- | -------------- |
| 1944     |           |                             |                     |                |
| листопад | LXXXVI ак | 5-та ТА                     | Група армій «B»     | Венло          |
| грудень  | LXXXVI ак | 1-ша парашутна армія        | Група армій «H»     | Венло          |
| 1945     |           |                             |                     |                |
| січень   | LXXXVI ак | 1-ша парашутна армія        | Група армій «H»     | Венло          |
| березень | —         | 1-ша парашутна армія        | Група армій «H»     | Везель         |
| квітень  | LIII ак   | Армійська група фон Лютвіца | Група армій «B»     | Рурський котел |

### Склад
| 1944                                    |
| --------------------------------------- |
| 1221-й гренадерський полк               |
| 1222-й гренадерський полк               |
| 1223-й гренадерський полк               |
| 880-й артилерійський полк               |
| 1180-та протитанкова батарея            |
| 180-й фузілерний батальйон              |
| 1180-та рота зв'язку                    |
| 1180-те дивізійне управління постачання |